# Manio Aquilio (cónsul 129 a. C.)
Manio Aquilio (en latín, Manius M'. f. M' n. Aquillius) fue un político y militar de la República romana. Aquilio pertenecía a la gens Aquillia, una de las familias más antiguas de la República. Fue elegido cónsul en 129 a. C. junto a Cayo Sempronio Tuditano. Aquilio finalizó la guerra que enfrentaba a Roma con Aristónico, el hijo de Eumenes II de Pérgamo, y que había sido prácticamente finalizada por su predecesor, Marco Perperna. Aquilio cedió la región de Frigia a Mitrídates V Evergetes, alegando que debido a su buen comportamiento para con Roma durante la guerra, pero es más probable que esta cesión se debiera a un sustancioso soborno del rey póntico al senador. 
A su regreso a Roma, Aquilio fue acusado de malversación por Publio Cornelio Léntulo, y a pesar de la multitud de pruebas que demostraban su culpabilidad fue absuelto probablemente tras el soborno del jurado. Entre los testigos estuvo Cayo Rutilio Rufo, quizá hermano del consular Publio Rutilio Rufo. Tras el juicio, Manio Aquilio fue honrado con un triunfo, sin embargo este no se celebró hasta 126 a. C.
Manio Aquilio, tuvo un hijo, también llamado Manio Aquilio, que fue partidario de Cayo Mario y luchó junto a él durante la guerra cimbria.